# Джастіна Бріка
Джастіна Бріка (англ. Justina Bricka; нар. 14 лютого 1943) — колишня американська тенісистка.
Найвищим досягненням на турнірах Великого шолома був фінал в парному розряді.

## Фінали турнірів Великого шолома

### Парний розряд (1 поразка)
| Результат | Рік  | Турнір                               | Покриття | Партнерка     | Суперниці                     | Рахунок  |
| --------- | ---- | ------------------------------------ | -------- | ------------- | ----------------------------- | -------- |
| Поразка   | 1962 | Відкритий чемпіонат Франції з тенісу | Ґрунт    | Маргарет Корт | Сандра Рейнольдс Рене Схюрман | 4–6, 4–6 |